# Tung Chung

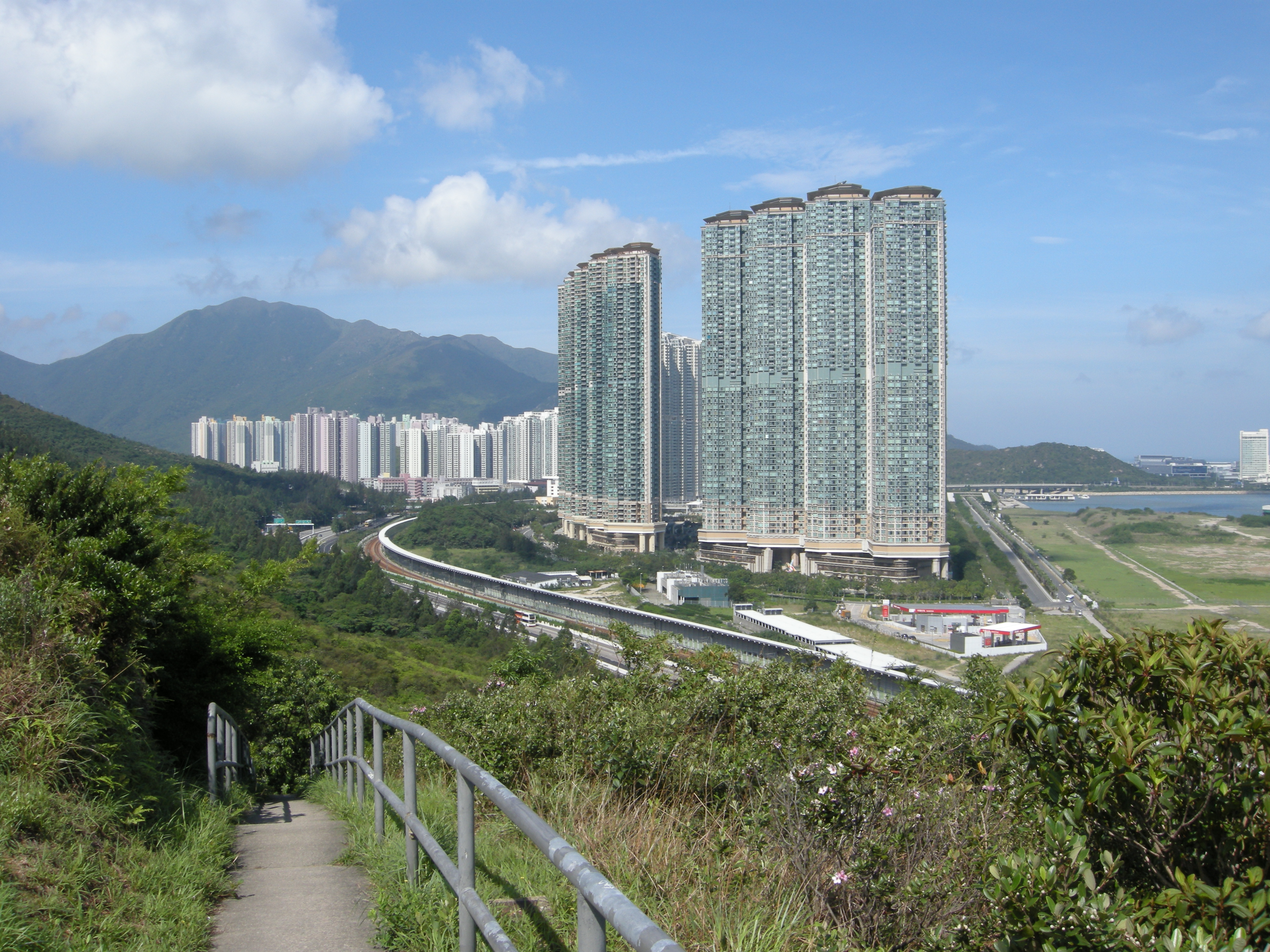
Vue de Tung Chung depuis un sentier de randonnée

Tung Chung est une ville nouvelle située sur la côte nord-ouest de l'île de Lantau à proximité de l'aéroport international de Hong Kong.

## Développement

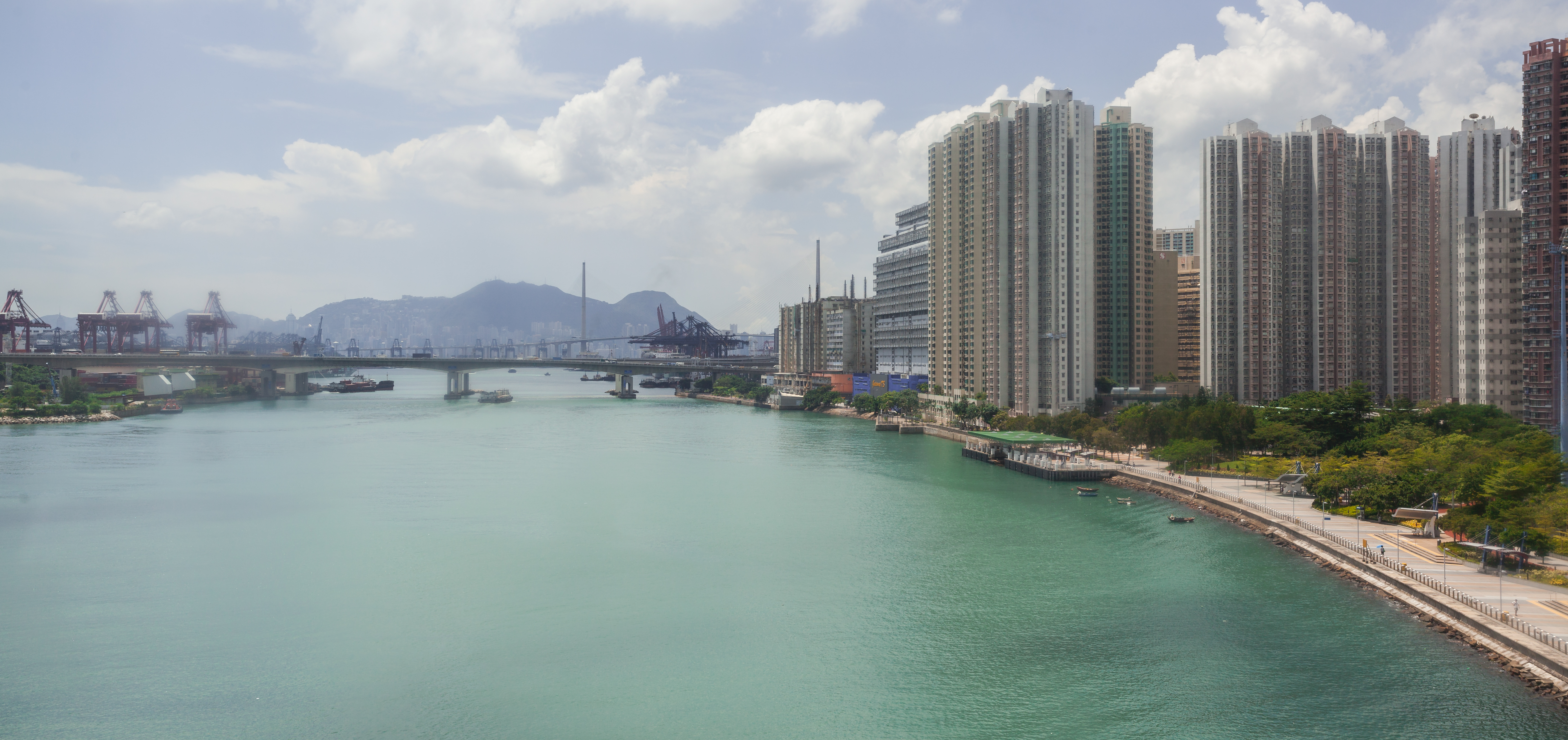
Tung Chung Bay

La construction de cette ville, décidée dans le cadre de l'aménagement urbain du nouvel aéroport de Hong Kong, démarra en 1994. La population totale devrait atteindre 25 000 habitants ; la population en 2008 est estimée officiellement à 22 000 personnes. YMCA de Hong Kong Christian College est une école secondaire située à Tung Chung.

## Histoire
Tung Chung est habitée depuis la Dynastie Song : à l'époque, ses habitants vivaient de pêche et d'agriculture. Alors que Hong Kong n'était encore qu'un groupe de villages de pêcheurs, cet endroit portait le nom de Tung Sai Chung, Tung signifiant est en cantonais et Sai ouest. À l'époque, les navires marchands voguaient à l'est du village et à l'ouest de Macao.
Les origines de la ville nouvelle de Tung Chung sont encore visibles dans les vieux villages de pêcheurs qui l'entourent.

## Attractions touristiques

### Centre commercial
Le centre de Tung Chung présente une grande variété de magasins, restaurants et un cinéma centrés autour du complexe Citygate.

### Fort de Tung Chung
Le fort de Tung Chung a été construit en 1817 à l'époque des Qing

### Temple Hau Wong
Le temple Hau Wong a été édifié en 1765 et est dédié au culte de Yeung Hau, un officiel de la cour de la dynastie des Song.

### Temple Tin Hau
Situé près de la plage de Pui O, ce temple a été construit en 1823. Il est dédié à Tin Hau, la déesse taoiste de la mer.

### Batterie de Tung Chung
La batterie de Tung Chung est l'un des deux ouvrages militaires construits à Tung Chung pendant la 22e année du règne de Jiaqing (1817).

### Temple Lo Hon
Ce temple a été construit en 1974 et occupe l'emplacement d'une grotte occupée par un ermite bouddhiste du Guangdong